# Владимир Каплични
Владимир Александрович Каплични (рус. Владимир Александрович Капличный; 26. фебруар 1944 — 19. април 2004) био је совјетски фудбалер и тренер. 

## Биографија
Играо је у млађим категоријама у Камјањец-Подиљску. Фудбалску каријеру започео је у Хмељницком 1956. године. Играо је за репрезентацију СССР-а. Учесник Светског првенства 1970. године, освајач сребрне медаље на Европском првенству 1972. године, освајач бронзане медаље на Летњим олимпијским играма 1972. као репрезентативац СССР-а. Одиграо је 62 утакмице за државни тим. Био је међу „33 најбоља фудбалера сезоне у СССР-у“ пет пута, три пута на броју 1.
Играо је за следеће клубове: Динамо Хмељницки (1962-1963), СКА Лвов (1963-1965) и ЦСКА из Москве (1966-1975).
Био је капитен ЦСКА и репрезентације СССР.
Након завршетка играчке каријере, ради као фудбалски тренер, водио је ЦСКА из Москве 1978. године. Преминуо је 19. априла 2004. године. Сахрањен је у Кијеву на Шумском гробљу. Године 2011. постхумно му је додељена титула почасног грађанина града Камјањец-Подиљски.

## Успеси

### Клуб
ЦСКА Москва
- Првенство СССР: 1970.

### Репрезентација
СССР
- Европско првенство друго место: Белгија 1972.
- Олимпијске игре бронза: Минхен 1972.